# Laura Pollán

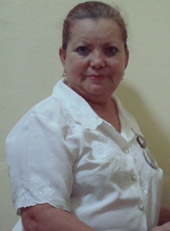
Laura Pollán

Laura Inés Pollán Toledo (* 13. Februar 1948 in Manzanillo, Oriente; † 14. Oktober 2011 in Havanna) war eine kubanische Dissidentin und prominente Menschenrechtsaktivistin, die unter bisher ungeklärten Umständen ums Leben kam. Regimegegner gehen von einem politischen Mord aus. Pollán war 2003 Mitgründerin der Frauengruppe Damen in Weiß, die öffentlich für die Freilassung politischer Gefangener in Kuba protestierte.

## Leben
Laura Pollán arbeitete im staatlichen Schulsystem als Mittelschul-Lehrerin, bis sie ihren Arbeitsplatz 2003 aufgab. Ihr Ehemann Héctor Maseda, ein Atomingenieur, der sich als regierungsunabhängiger Journalist betätigt hatte, war kurz zuvor gemeinsam mit 74 weiteren Personen in einer Verhaftungswelle gegen kubanische Regierungskritiker festgenommen worden, die international als „Schwarzer Frühling“ bekannt wurde. Bis zur Verhaftung ihres Mannes hatte sich Pollán nach eigener Aussage für Politik nie interessiert. Außerhalb der Institutionen, in denen ihr Mann festgehalten wurde, lernte Pollán weitere Ehefrauen und Angehörige der Gruppe der 75 kennen und beriet sich mit ihnen über Möglichkeiten des gemeinsamen Protests. Zunächst schloss sie sich dem wenig bekannten, aber bereits seit mehreren Jahren aktiven Mütterkomitee Leonor Pérez für die Freiheit der politischen Gefangenen an, deren Angehörige sonntags häufig die Messe in der katholischen Kirche Santa Rita im Stadtteil Miramar besuchten und dort auf ihr Anliegen aufmerksam machten. Als sich bald mehrere Dutzend Vertreterinnen der im März verhafteten Dissidenten zu regelmäßigen Schweigemärschen außerhalb der Kirche versammelten und dies als dauerhafte Protestform etablierten, bildete sich so die Frauengruppe Damen in Weiß.
Pollán wurde zu einer der prominentesten Sprecherinnen der Damen in Weiß, insbesondere nachdem mit Miriam Leiva und Blanca Reyes nach der im November 2004 erfolgten vorzeitigen Freilassung ihrer Ehemänner Óscar Espinosa Chepe und Raúl Rivero zwei führende Mitglieder den inneren Kreis der Gruppe verlassen hatten. Als das Europäische Parlament den Damen in Weiß 2005 den Sacharow-Preis für geistige Freiheit zusprach, gehörte Pollán zu den fünf von der Gruppe ausgewählten Repräsentantinnen, die zur Verleihungszeremonie nach Straßburg reisen sollten. Die Regierung verweigerte ihnen jedoch die Ausreisegenehmigung. Auch in den Folgejahren wurde ihr nicht genehmigt, auf Einladung des Europäischen Parlaments späteren Verleihungen des Preises beizuwohnen.
In den sämtlich von der Regierung kontrollierten Medien Kubas wurde Laura Pollán wiederholt angegriffen und als einer der gefährlichsten Staatsfeinde präsentiert. Diese Angriffe nahmen zu, nachdem Polláns Ehemann im Februar 2011 als eines der letzten Mitglieder der Gruppe der 75 auf Bewährung aus der Haft entlassen worden war – ohne wie die große Mehrheit der ehemaligen Mithäftlinge die Ausreise ins Exil zu akzeptieren. Pollán wurde dabei unter anderem als „Rädelsführerin“, „manipulativ“ und „an illegalen Geschäften beteiligt“ bezeichnet. Besonders hervorgehoben wurden ihre Kontakte zu US-amerikanischen Diplomaten und die Annahme von finanzieller Unterstützung aus dem Ausland. Diese wurden von Pollán, die in Kuba seit Aufgabe ihrer Lehrertätigkeit kein Einkommen hatte, nicht abgestritten, in den kubanischen Medien wurden die Zahlungen jedoch als Polláns Hauptmotivation und als Beweis für ihre angebliche Tätigkeit als „Söldnerin“ dargestellt, außerdem wurde sie mit gegen Kuba gerichtetem Terrorismus in Verbindung gebracht. Trotz der eindeutigen Verurteilungen in der Presse und den elektronischen Medien wurde Pollán zu keiner Zeit wegen irgendeiner konkreten Straftat auf gerichtlichem Weg angeklagt.
Polláns zentral gelegene Wohnung im Stadtteil Centro Habana wurde zu einem häufigen Treffpunkt, auch für Damen in Weiß aus anderen Teilen des Landes. Die Wohnung wurde auch wiederholt zum Ziel von Einschüchterungsaktionen der kubanischen Behörden, sogenannten Actos de Repudio, bei denen große Menschenmengen von Anhängern der Regierung unmittelbar vor dem Haus zusammengezogen wurden und mit Billigung der Ordnungskräfte über mehrere Stunden lautstarke Parolen und Beleidigungen abließen, teilweise einschließlich der Anwendung von Gewalt. Am 24. September 2011, nur drei Wochen vor Polláns Tod, war es vor ihrem Haus zu dem bisher schwersten Vorfall dieser Art gekommen, wodurch eine in ihrem Haus versammelte und von ihr angeführte Gruppe von Damen in Weiß daran gehindert wurde, das Haus zu verlassen und wie zuvor angekündigt die Kirche Nuestra Señora de la Merced zu besuchen, um dort am Tag der Schutzheiligen der Gefangenen zu beten.

## Erkrankung und Tod
Eine Woche vor ihrem Tod wurde Laura Pollán mit akuten Atembeschwerden auf die Intensivstation des Calixto-García-Krankenhauses in Havanna eingeliefert. In den folgenden Tagen wurde eine Kombination aus mehreren Krankheitsfaktoren diagnostiziert, darunter neben einem bereits bekannten Diabetes-Leiden auch eine Dengue-Infektion, das Hauptproblem war jedoch eine seltene, die Atmung angreifende Virus-Infektion. Polláns Familie hatte eine von Behördenvertretern vorgeschlagene Verlegung in ein ansonsten nur für Ausländer und hohe Regierungsvertreter vorgesehenes Krankenhaus abgelehnt. Polláns Familie und die Damen in Weiß glauben, dass Laura Pollán nicht auf natürliche Weise gestorben, sondern als unliebsame Regime-Kritikerin aus dem Weg geräumt worden sei. Ihre Anfrage nach den genauen Todesumständen blieb unbeantwortet.

## Ehrungen und Auszeichnungen
Zu den Persönlichkeiten, die sich zum Tod Laura Polláns äußerten und den Hinterbliebenen ihr Beileid aussprachen, gehörte unter anderem US-Präsident Barack Obama. Postum wurde Pollán von der halbstaatlichen US-Stiftung National Endowment for Democracy 2011 mit der Democracy Service Medal ausgezeichnet.